# Гаррісон (округ, Індіана)
Шаблон:StateAbbr_ 38°12′ пн. ш. 86°07′ зх. д. / 38.2° пн. ш. 86.12° зх. д.
Округ  Гаррісон (англ. Harrison County) — округ (графство) у штаті  Індіана, США. Ідентифікатор округу 18061.

## Історія
Округ утворений 1808 року.

## Демографія
За даними перепису 
2000 року 
загальне населення округу становило 34325 осіб, зокрема міського населення було 4157, а сільського — 30168.
Серед мешканців округу чоловіків було 17099, а жінок — 17226. В окрузі було 12917 домогосподарств, 9712 родин, які мешкали в 13699 будинках.
Середній розмір родини становив 3,04.
Віковий розподіл населення поданий у таблиці:
| Стать    | До 15 років | 15-21 | 22-29 | 30-39 | 40-49 | 50-65 | 65-85 | Понад 85 |
| -------- | ----------- | ----- | ----- | ----- | ----- | ----- | ----- | -------- |
| Чоловіки | 3717        | 1807  | 1597  | 2645  | 2841  | 2804  | 1547  | 141      |
| Жінки    | 3522        | 1695  | 1565  | 2691  | 2801  | 2711  | 1936  | 305      |

## Суміжні округи
- Вашингтон — північ
- Флойд — схід
- Джефферсон, Кентуккі — південний схід
- Гардін, Кентуккі — південний схід
- Мід, Кентуккі — південь
- Кроуфорд — захід

## Виноски
1. ↑  US Decennial Census. US Census Bureau. Архів оригіналу за 12 травня 2015. Процитовано 10 липня 2014.
2. ↑  Historical Census Browser. University of Virginia Library. Архів оригіналу за 11 серпня 2012. Процитовано 10 липня 2014.
3. ↑  Population of Counties by Decennial Census: 1900 to 1990. US Census Bureau. Архів оригіналу за 4 жовтня 2014. Процитовано 10 липня 2014.
4. ↑  Census 2000 PHC-T-4. Ranking Tables for Counties: 1990 and 2000 (PDF). US Census Bureau. Архів оригіналу (PDF) за 18 грудня 2014. Процитовано 10 липня 2014.
5. ↑  Harrison County QuickFacts. US Census Bureau. Архів оригіналу за 7 червня 2011. Процитовано 20 вересня 2011.(англ.) Наведено за англійською вікіпедією.
6. ↑  American FactFinder. Бюро перепису населення США. Архів оригіналу за 21 травня 2008. Процитовано 31 січня 2008.

| США | Це незавершена стаття з географії США. Ви можете допомогти проєкту, виправивши або дописавши її. |